# تمرد

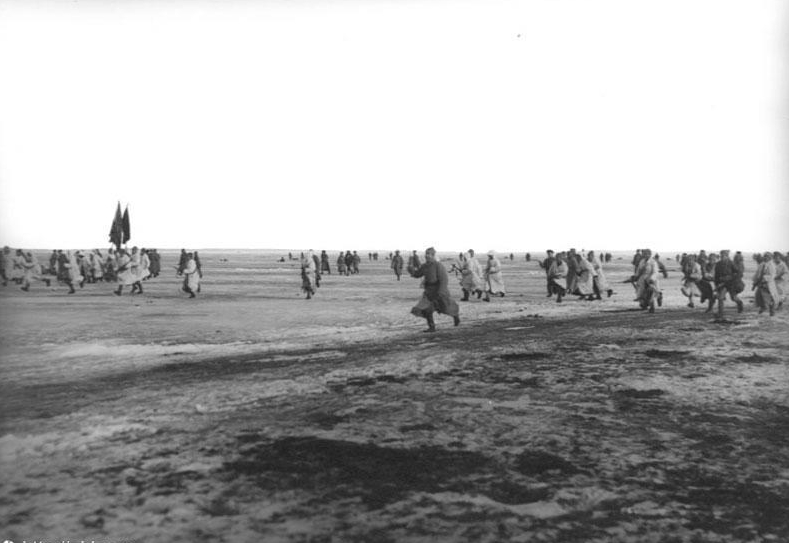
صورة تمرد

التمرد أو الانتفاضة: عصيان الأوامر، ورفض الخضوع لها، والخروج عن الطاعة. وهو مجموعة أنماط السلوك الاجتماعي ضد أشكال السلطة المختلفة ومظاهر النفوذ، خروجًا عليها، وإعادةً لبنيتها وسمات مظاهرها إعادةً تخدم الفاعلين، وتحقِّق أهدافهم، ويعيد إليهم شيئًا من السلطة والنفوذ. وهو يختلف عن الثورة في شرعيته الاجتماعية ومقدار تقبل الناس له وانخراطهم فيه، وتبدأ كل ثورة اجتماعية بعملية تمرُّد تقوم به جماعة من الأفراد ثم تستقطب مجموعات أخرى من الناس حتى تعم أغلب الفاعلين الاجتماعيين وتنظم تمردهم.
دعي على مر التاريخ العديد من الجماعات التي تعارض حكوماتها بالمتمردين. فقد حصلت أكثر من 15 انتفاضة فلاحية في جنوب غرب فرنسا بين أعوام 1590 و1615. وقد استخدم هذا المصطلح من قبل الجيش القاري البريطاني خلال حرب الاستقلال الأمريكية، وكذلك بالنسبة استخدم في الحرب الأهلية الأمريكية. لم تكن الثورات المسلحة موجهة عموماً ضد نظام السلطة، إنما سعى بعضها إلى تشكيل حكومات جديدة على سبيل المثال ثورة الملاكمين التي هدفت إلى تشكيل حكومة صينية أقوى من الضعيفة الموجودة.